# Apache Commons
Apache Commons是Apache软件基金会的项目，曾隶属于Jakarta项目。Commons的目的是提供可重用的、开源的Java代码。Commons由三部分组成：Proper（是一些已发布的项目）、Sandbox（是一些正在开发的项目）和Dormant（是一些刚启动或者已经停止维护的项目）。

## Commons Proper
Commons Proper的目的是建立和维护可重用的Java组件库。Commons Proper是一个协作与共享的地方，Commons的开发者努力确保其组件对其他的软件库的依赖最少，以便可以轻松地部署这些组件。此外，Commons组件会尽可能的保持其接口的稳定，因而Apache用户以及其他Apache项目可以实现这些组件，而无需担心未来接口的变化。
截至2006年8月，Commons Proper上有三十多个项目，分为五大类。
| 组件类别 | 示例                                                     |
| -------- | -------------------------------------------------------- |
| 包       | Codec和Modeler                                           |
| 杂项     | CLI、Discovery、Lang和Collections                        |
| 实用程序 | BeanUtils、Configuration、Logging、DBCP、Pool和Validator |
| Web相关  | FileUpload和Net                                          |
| XML相关  | Betwixt、Digester、Jelly和JXPath                         |

## Commons Sandbox
Commons Sandbox是Java组件开发的工作区，在Sandbox中Commons的贡献者协作和检验那些被未列入Commons Proper的项目。Sandbox项目在Commons成员的支持下晋升为Commons Proper项目；大量的开发者协作强化Sandbox项目，直到它们符合推广的标准。 
可在Commons Sandbox项目页面上查看当前Commons Sandbox项目的列表。

## Commons Dormant
Commons Dormant是一个当前处于非活动状态的组件库。用户也可以使用这些组件，但必须自己进行组件的构建。一般而言，这些组件不会在近期发布。
可在Commons Dormant项目页面上查看当前Commons Dormant项目的列表。